# Marcus Valerius Messalla Rufus
Marcus Valerius Messalla Rufus (* um 103 v. Chr.; † ca. 27/26 v. Chr.) war ein römischer Politiker der späten Republik.
Er war Neffe des Redners Quintus Hortensius Hortalus und vermutlich Cousin des Marcus Valerius Messalla Niger. Seine Schwester Valeria war die fünfte Frau des Diktators Lucius Cornelius Sulla Felix. Seine (mutmaßlichen) Söhne waren Marcus Valerius Messalla und Potitus Valerius Messalla.
Messalla wurde in jungen Jahren (82/81 v. Chr.) Augur, was er 55 Jahre bis zu seinem Tod blieb. 62 oder 61 v. Chr. war er Prätor, im Jahr 53 v. Chr. Konsul zusammen mit Gnaeus Domitius Calvinus; wegen Verzögerungen bei den Wahlen konnten die beiden ihr Amt erst im Juli antreten. 51 v. Chr. wurde Messalla zweimal wegen illegaler Handlungen im Zusammenhang mit Wahlen angeklagt; das erste Mal wurde er aufgrund der Beredsamkeit seines Onkels Hortensius trotz seiner offensichtlichen Schuld freigesprochen, beim zweiten Mal verurteilt.
Im Bürgerkrieg stand Messalla als Legat, unter anderem bei den Kämpfen in Afrika und Spanien, auf Seiten Caesars, nach dessen Ermordung er sich aus dem politischen Leben zurückzog und nur noch literarisch tätig war; seine Werke de auspiciis und de familiis sind verloren.